# 瑪麗娜·奧芙姍尼科娃
瑪麗娜·弗拉迪米羅芙娜·奧芙姍尼科娃（羅馬化：Marina Vladimirovna Ovsyannikova；1978年6月19日—；婚前姓特卡丘克），俄羅斯電視製片人，受僱於俄羅斯電視頻道第一頻道。2022年，她在國有媒體的俄羅斯電視新聞現場直播中抗議俄羅斯入侵烏克蘭，直播片段在網路上廣為流傳，使其成為國際上知名的俄羅斯反戰者之一。

## 生平
瑪麗娜·弗拉迪米羅芙娜·特卡丘克生於前蘇聯時代的烏克蘭，其父為烏克蘭人、母為俄羅斯人。她自6歲起參與游泳運動，後進入了大學隊，獲得了克拉斯諾達爾地區的冠軍。
她畢業於庫班國立大學及俄羅斯聯邦總統國民經濟與國家行政學院，其後曾任職全俄國家電視廣播公司及庫班電視台等機構。
其後嫁給伊戈爾·奧夫山尼科夫（Игорь Овсянников），後者在今日俄羅斯電視頻道擔任導演，他和兩個孩子住在新莫斯科。但據一個消息來源報導，這對夫婦「最近分居」。她在烏克蘭有親戚，但與他們的聯繫並不多。

## 反戰抗議

奧芙姍尼科娃在現場直播抗議時的一幀。

2022年3月14日，在擁有數百萬觀眾的晚間新聞節目《時間》內與俄羅斯入侵烏克蘭話題有關的現場直播中，奧芙姍尼科娃出現在新聞主播葉卡捷琳娜·安德烈耶娃身後，手裡拿著一張海報，上面寫著俄語和英語：
 不要戰爭 
停止戰爭，不要相信宣傳，他們在這裏騙你
俄羅斯人反對戰爭
奧芙姍尼科娃大叫「不要戰爭！停止戰爭！」，幾秒鐘後，直播中斷，廣播切換到錄製的片段。新聞節目的錄製內容無法下載，這對於該電視頻道來說並不常見。而抗議亦是不尋常的，因為國有媒體運營的節目沒有偏離克里姆林宮的路線，而且編輯之前也沒有告訴觀眾入侵烏克蘭是一場戰爭；官方將這場衝突稱為「特別軍事行動」。

### 預錄留言
奧芙姍尼科娃在行動之前，她在Telegram上發布了一段預先錄製的影片。她提到她的父母以及她戴上了帶有俄羅斯和烏克蘭國旗顏色的項鍊，象徵著烏克蘭人和俄羅斯人不是敵人，並敦促俄羅斯停止自相殘殺的戰爭。奧芙姍尼科娃稱她「為克里姆林宮的宣傳工作感到羞恥」：
「在烏克蘭發生的事情是犯罪。俄羅斯是一個侵略國，只有一個人應對這種罪行負責。那個人就是弗拉基米爾·普京。我父親是烏克蘭人，我母親是俄羅斯人，他們從來都不是敵人。我戴的這條項鍊象徵著俄羅斯必須立即結束這場自相殘殺的戰爭，我們兄弟的人民仍然能夠和解。不幸的是，過去幾年我一直在為第一頻道工作，從事克里姆林宮的宣傳工作，對此我感到非常慚愧。為我允許從電視屏幕上播放謊言而感到羞恥。很慚愧我允許其他人殭屍化俄羅斯人。當這一切開始時，我們在2014年默不作聲。當克里姆林宮毒害納瓦爾尼時，我們沒有抗議。我們只是默默地看著這個不人道的政權在運作。現在全世界都背棄了我們。而接下來的10代人也不會洗去這場自相殘殺戰爭的污點。我們俄羅斯人是有思想和聰明的人。我們有力量阻止這一切瘋狂。去抗議。不要害怕任何事情。他們不能把我們都鎖在外面。」
奧芙姍尼科娃是首位在廣播中抗議的俄羅斯記者，儘管RT電視台的20名記者此前已辭職以抗議俄羅斯入侵烏克蘭。

## 反應

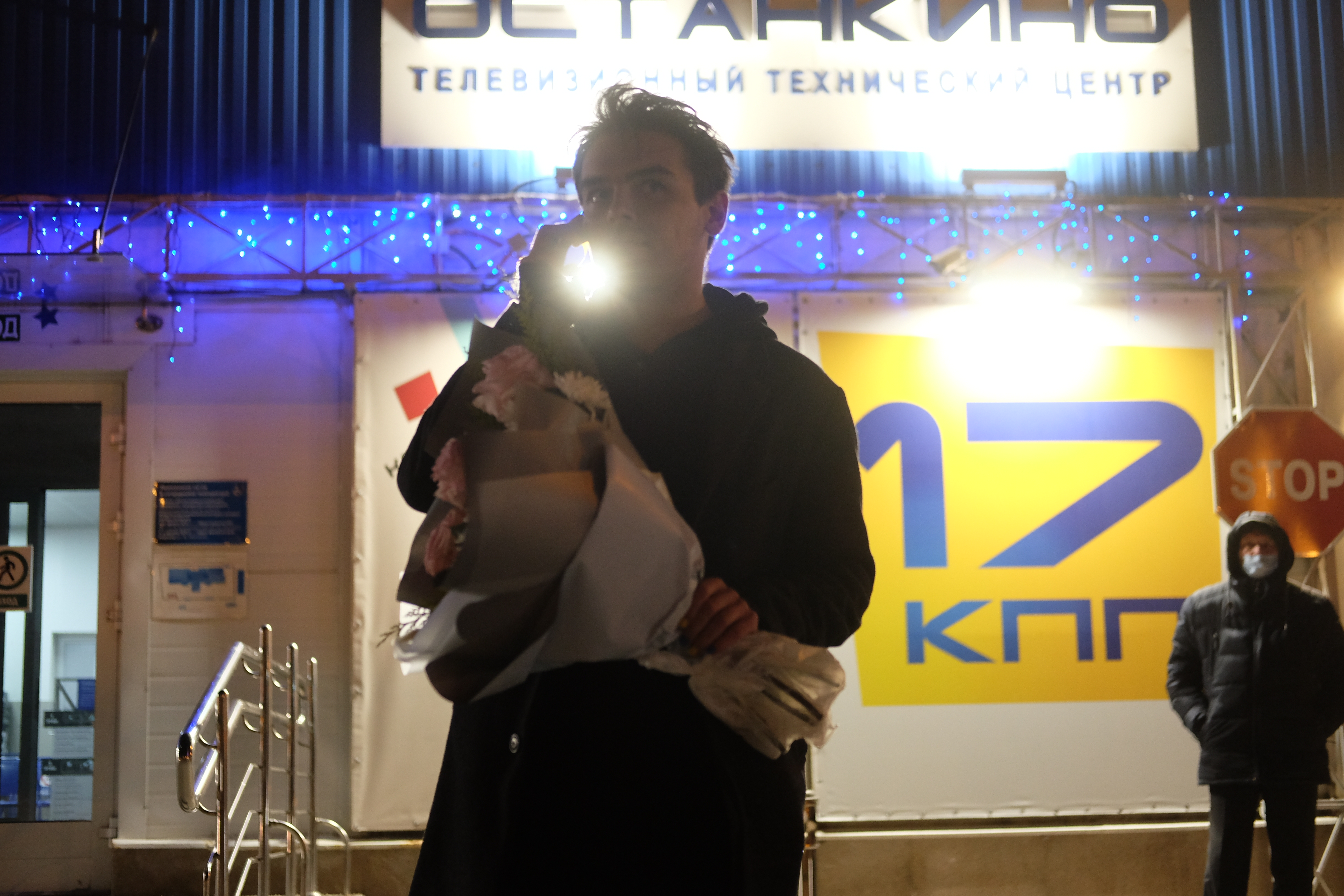
2022年3月15日晚上，一名男子在奧斯坦金諾電視中心前。他正在等待被拘留的奧芙姍尼科娃以表達他的支持，並給她一束鮮花。

奧芙姍尼科娃被俄羅斯警方根據新法律和審查制度拘留，俄羅斯官方聲稱這是在烏克蘭的一次「特殊軍事行動」。克里姆林宮發言人德米特里·佩斯科夫譴責抗議是流氓行為。
事件發生後，這段視頻在Facebook、Telegram和Twitter等社交媒體上廣泛發布，並吸引了全球媒體的大量報導。
3月15日，烏克蘭總統弗拉基米爾·澤連斯基在一次公開講話中感謝了她。美國參議員伯尼·桑德斯稱讚奧芙姍尼科娃，稱她表現出令人難以置信的勇氣。

## 後果
奧芙姍尼科娃被捕並被帶到莫斯科的奧斯坦金諾警察局。她的律師已經超過12小時無法聯繫甚至找到她。在播出後的第二天早上，她仍然下落不明。據報導，根據俄羅斯關於烏克蘭入侵的虛假信息法，奧芙姍尼科娃可能面臨最高15年的監禁。
3月15日上午，一個Twitter賬號使用她的名字發布了一條帖子，稱她沒有後悔任何事情，她被軟禁；此外，帖子說「我需要你的支持。#StopTheWar」 ；推特賬號已於中午前被刪除。
3月15日晚，凱文·羅斯洛克（Kevin Rothrock）的推特賬戶發布了一張奧芙姍尼科娃與律師在法庭上的照片。她被指控組織未經授權的公共活動。她可能會被處以罰款、社區服務或最高10天的監禁。然而，一位消息人士援引塔斯社的話說，調查人員正在考慮實施新的審查法，並可能判處15年監禁。據報導，不認罪的奧芙姍尼科娃被法院認定違反俄羅斯法律，並被罰款30000盧布（事情發生時匯率為280美元或214英鎊），並釋放。
同日，法國總統伊曼努爾·馬克龍宣佈法國駐莫斯科大使館會為奧芙姍尼科娃提供領事保護。
3月17日，奧芙姍尼科娃辭去了俄羅斯第一頻道的工作。
4月11日，奧芙姍尼科娃獲阿克塞爾·斯普林格集團聘請，擔任集團旗下德國報紙《世界報》的自由記者，專門報導俄羅斯和烏克蘭新聞。
2022年5月25日，在挪威奧斯陸舉行的年度奧斯陸自由論壇上，奧芙姍尼科娃獲得了瓦茨拉夫·哈維爾創意異議人士獎。該獎項旨在表彰「那些以勇敢和聰明才智揭開獨裁謊言的面紗，並體現巨大勇氣和創造力」為此工作的人”。
2022年5月27日至6月3日，奧芙姍尼科娃作為《世界報》的自由記者訪問烏克蘭。然而這次訪問引起了公眾的軒然大波，迫使《世界報》中止訪問並將奧芙姍尼科娃從該國撤離。
在與《世界報》的合同到期後，奧芙姍尼科娃回到了俄羅斯。2022年7月15日，她在克里姆林宮前的索菲亞堤岸進行單人抗議，海報上寫著「普京是兇手。他的士兵是法西斯分子令352名兒童死亡。要有多少孩子死亡才能讓你停下來？」兩天后，她被捕並隨後獲釋。
8月9日，奧芙姍尼科娃因上述事件被提起刑事訴訟，她被指控抹黑軍隊；她的家遭到警察突襲，她被拘留訊問。當被命令在莫斯科警察總部過夜後她被釋放。第二天，她被宣布將軟禁了兩個月至10月9日。
2023年2月10日，在无国界记者协助下逃往法国巴黎的奥芙姗尼科娃在当地举行记者会。
2023年10月4日，俄羅斯法院以涉嫌故意傳播關於俄羅斯武裝部隊的虛假資訊判處瑪麗娜·奥夫相尼科娃監禁八年半。10月13日，瑪麗娜·奥夫相尼科娃在寓所外突然晕倒。法国警方懷疑她中毒並对疑似中毒事件展开调查。

## 另見
- 2022年俄羅斯反戰抗議活動

## 備註
1. ↑  俄语：，羅馬化：Tkachuk

## 外部鏈結
- YouTube上的衛報的錄音和現場抗議片段